# Zé, um Subdesenvolvido
Zé, um Subdesenvolvido (en español Zé, un Subdesarrollado) es un personaje de historieta creado por el historietista brasilero Altemar Henrique de Oliveira (seudónimo Alt) a finales de los 80.
Zé es un típico muchacho de un entorno subdesarrollado y pobre, que descubre la realidad desnuda y cruda de la mala distribución de la renta y de las carencias de todo tipo, mientras que a poca distancia unos pocos concentran mucha riqueza.
Zé tuvo su estreno en 1990 en las páginas del periódico Diário do Aço, de Ipatinga (Brasil), y posteriormente participó de algunas ilustraciones didácticas también creadas y concebidas por Alt.